# 仲国信
仲 国信（なか くにのぶ、生没年不詳）は江戸時代の浮世絵師。

## 来歴
姓は仲氏かといわれ、国信と号す。明和から天明期に鈴木春信風の美人画の錦絵や黄表紙の作品を残している。

## 作品
- 「おしどりをみる美人」　中判　明和から安永
- 「夜更け」　柱絵　浮世絵大成第4巻　186図
- 『菊水の巻』　黄表紙